# Итусайнго (Буэнос-Айрес)
Итусайнго́ (исп. Ituzaingó) — город в Аргентине в провинции Буэнос-Айрес. Административный центр муниципалитета Итусайнго.

## История
Населённый пункт образовался в 1872 году после того, как через эти земли прошла железная дорога и здесь была построена железнодорожная станция, вокруг которой начал расти посёлок. Изначально он назывался «Санта-Роса», но потом был переименован в честь уругвайского городка Итусайнго, возле которого в 1827 году во время аргентино-бразильской войны состоялось сражение между аргентинскими и бразильскими войсками.
Долгое время эти земли входили в состав муниципалитета Морон. В 1990-х годах было решено выделить их в отдельный муниципалитет, который был образован в 1994 году; его власти разместились именно в Итусайнго.

## Известные уроженцы
- Факундо Сава (род.1974) — футболист
- Пабло Каландрия (род.1982) — футболист
- Мануэль Лансини (род.1993) — футболист